# Maximilian Ullmann
Maximilian Ullmann (sinh 17 tháng 7 năm 1996) là một cầu thủ bóng đá Áo đang thi đấu cho Rapid Wien.